# Wladimir Rodrigues dos Santos
Wladimir Rodrigues dos Santos genannt Wladimir (* 29. August 1954 in São Paulo) ist ein ehemaliger brasilianischer Fußballspieler, der auf der linken Seite sowohl als Verteidiger als auch als Angreifer gespielt hat.

## Karriere
Während seiner langen Karriere ist seine Zeit bei Corinthians São Paulo die bedeutendste Zeit, da er sich hier zu einem der besten Linksverteidiger entwickelte, die das Team je hatte, und weil er sich an der Seite von Sócrates politisch engagierte und sich gegen die brasilianische Militärdiktatur aussprach. Die Demokratie von Corinthians war eines der Themen eines TV-Dokumentarfilms, der 2012 unter dem Namen „Rebellen am Ball“ bei Arte ausgestrahlt und von Éric Cantona moderiert wurde. Er ist der Rekordspieler von Corinthians mit 803 Partien.
1998 wählte ihn die Federação Paulista de Futebol, der Fußballverband des Bundesstaates São Paulo, zum sechstbesten Spieler der Campeonato Paulista. Vom Fußballmagazin Placar Magazin wurde er zum besten linken Verteidiger in der Geschichte der Corinthians gewählt.
1983 stand er im Kader der brasilianischen Nationalmannschaft bei der Copa América, wurde jedoch nicht eingesetzt.

## Erfolge
Corinthians
- Staatsmeisterschaft von São Paulo: 1977, 1979, 1982, 1983

## Weiteres
Die Demokratie von Corinthians war eines der Themen einer TV-Dokumentation, die 2012 mit dem Namen „Rebellen am Ball“ bei Arte ausgestrahlt und von Éric Cantona präsentiert wurde.